# تويوتا بليزارد
تويوتا بليزارد هي سيارة طرق وعرة ذات دفع رباعي أنتجتها شركة دايهاتسو لصالح شركة تويوتا، أنتجت في 1980 وتوقف إنتاجها في 1990.